# Postavy z děl Karla Maye
Karel May byl německý spisovatel převážně dobrodružných románů. Proslavil se zejména příběhy o indiánském náčelníku Vinnetouovi a zálesáku Old Shatterhandovi.

## Postavy z amerického Divokého západu

### Apanačka
Apanačka je komančský náčelník a jedna z hlavních postav Mayova románu Old Surehand (1894–1896). Je to míšenec, protože měl bílého otce a indiánskou matku, a je bratrem slavného zálesáka Old Surehanda. Vystupuje ještě ve čtvrtém díle Vinnetoua (1909–1910), kde chce společně se svým bratrem a se svými a jeho syny postavit Vinnetouovi na Mount Vinnetou sochu. Jeho postava nemá nic společného se zcela vymyšlenou ženskou postavou z filmu režiséra Haralda Philippa Vinnetou a míšenka Apanači z roku 1966.

### Baumann, Martin
Martin Baumann je titulní postavou Mayovy knihy Syn lovce medvědů (1887). V románu se společně se svými přáteli (Vinnetou, Old Shatterhand, Hobble Frank, Dlouhý Davy, Tlustý Jemmy a Vohkadeh) snaží zachránit svého otce, lovce medvědů Baumanna, ze zajetí Ogallallů, kteří jej chtějí umučit na hrobě svých mrtvých náčelníků.
Oba Baumannové vystupují ještě jako epizodní postavy v závěru románu Duch Llana Estacada.
Ve filmovém příběhu Mezi supy (1964) režiséra Alfreda Vohrera, který si z obou knih bere jenom motivy, hraje Martina Baumanna německý herec Götz George a jeho otce americký herec Walter Barnes.

### Bloody Fox
Bloody Fox (v překladu Krvavá liška) je jedna z hlavních postav Mayova románu Duch Llana Estacada (1888). V knize se dozvídáme, že jeho rodina byla při putování přes poušť Llano Estacado přepadena a vyvražděna zločinci a že ho zraněného, krvácejícího a blouznícího na místě zločinu nalezl farmář Helmers. Ten mu dal jméno Bloody Fox podle toho, že neustále šeptem opakoval slovo fox (liška). Později se ukáže, že (Stealing) Fox bylo jméno velitele bandy stakemanů (tyčkařů), tj. padouchů, kteří tyče, ukazující správnou cestu pouští, přesunovali jiným směrem, aby své oběti zahubili žízní a mohli je snadno oloupit. Bloody Fox, který žije skrytě v domku v oáze uprostřed pouště, se snaží tyčkaře (zvané také Supové pouště) dopadnout a pomstít se. Při honu na zločince jezdí oděn v kůži bílého bizona jako duch prérie a za sebou nechává mrtvoly Supů pouště s prostřeleným čelem. Nakonec se mu s přispěním Old Shatterhanda, Vinnetoua a dalších přátel podaří Foxe dopadnout a zabít.
Bloody Fox se ještě objevuje v prvním dílu románu Old Surehand (1894–1896).

### Bob
Bob je postava z příběhů Syn lovce medvědů, Duch Llana Estacada a Old Surehand. Je to černý sluha lovce medvědů Baumanna, který je pro svou neschopnost naučit se jízdě na koni nazýván také Sliding-Bob, neboli Klouzavý Bob. V Synovi lovce medvědů putuje s Vinnetouem, Old Shatterhandem, Hobble Frankem, Dlouhý Davym, Tlustým Jemmym, Vohkadehem a Martinem Baumanem zachránit jeho otce ze zajetí Siouxů (byl přitom potřísněn smradlavým skunkem). Na konci Ducha Llana Estecada se setká se svou matku, služebnou Sannou, kterou viděl naposled jako malý chlapec. V románu Old Surehand je zajat Komanči a osvobozen Old Shatterhandem.

### Castlepool
Castlepool je skotský lord, který vystupuje v knize Poklad ve Stříbrném jezeře. Jedná se o věčně se sázející komickou postavu, která sbírá dobrodružství.
Ve filmových mayovkách ze 60. let se objeví 3x. Nejprve v Pokladu na Stříbrném jezeře, kde je na lovu motýlů, poté ve Vinnetouovi – Rudém gentlemanovi, kde sbírá dobrodružství a nakonec ve filmu Vinnetou a Old Shatterhand v Údolí smrti, kde pro změnu sbírá vzácné rostliny. Ve všech třech filmech ho hraje německý herec Eddi Arent.

### Černý mustang
Černý mustang je postava z Mayova kratšího dobrodružného románu Černý mustang (1896–1897). Je to náčelník Komančů, který se společně se svým vnukem Lstivým hadem marně snaží přemoci apačského náčelníka Vinnetoua a jeho bílého bratra Old Shatterhanda. Lstivý had je mestic, tj. míšenec indiánky (dcery Černého mustanga) a bělocha. Proto je někdy tento román v Německu vydáván pod změněným názvem Halbblut (Míšenec).

### Dlouhý Davy a Tlustý Jemmy
Dlouhý Davy a Tlustý Jemmy jsou jména známých zálesáků z několika knih Karla Maye. Jde o nerozlučnou dvojici, která se seznámila, když Jemmy zachránil Davyho ze zajetí Siouxů.
Jemmy je Němec, vlastním jménem Jakub Pfefferkorn, a Davy, vlastním jménem David Kroners, je rodilý Američan. Jemmy je zavalitý a jezdí na obrovském koni, zatímco Davy je vytáhlý a hubený a vozí se na mezkovi, takže málem šourá nohy po zemi. V českém překladu z roku 1891 se jmenují Jakub Ferlon a David Susika.
Poprvé se Dlouhý Davy a Tlustý Jemmy objevili v příběhu Syn lovce medvědů (1887), dále se zúčastnili boje s tyčkaři v románu Duch Llana Estacada (1888) a naposledy bojovali proti zločincům v knize Poklad ve Stříbrném jezeře (1890–1891).
Ve filmu se Jemmy a Davy objevili pouze jednou a nevýrazně ve filmu Mezi supy (1964). Davyho hrál chorvatský herec Mirko Boman a Jemmyho také chorvatský herec Vladimir Bačić.

### Hammerdull, Dick a Holbers, Pitt
Dick Hammerdull a Pitt Holbers tvoří nerozlučnou dvojici zálesáků, která vystupuje v několika příbězích Karla Maye. Podle vzoru Dlouhého Davyho a Tlustého Jemmyho je Dick je malý a tlustý a Pitt vysoký a hubený. Protože bojuji zády k sobě, říká se jim „obrácené toasty“. Poprvé se oba hrdinové objevili v románu Old Surehand (1894–1896). Dále vystupují v povídkách Bůh se nedá urážeti a Synové Upsaroků (obě 1897). Jejich poslední dobrodružství se odehrává ve čtvrtém díle románu Vinnetou (1909–1910). Zde vystupují nejprve jako správci hotelu v Coloradu a pak odjíždějí s Old Shatterhandem na Mount Vinnetou.

### Hawkens, Sam
Starý zálesák, který učil Old Shatterhanda zálesáckým dovednostem; jedna z nejznámějších figurek Mayova Západu.

### Hobble Frank
Hobble Frank (anebo „Kulhavý Frank“) je malý mužík s pěstěným plnovousem, který kulhá na pravou nohu (následek střely, kterou po něm vypálil jeden Sioux loupící ve srubu lovce medvědů Baumanna, podle jiné verze mu na ni šlápl medvěd baribal, kterého považoval za grizzlyho). Nezaměnitelným prvkem jeho oděvu je tmavomodrý frak a panamský klobouk s pštrosím perem.
Frank je původem Němec z Moritzburgu ze Saska, vlastním jménem Heliogabalus Morfeus Edward Franke. Povoláním byl myslivec, ale pohádal se tak, že byl z řad myslivců vyloučen. Odjel proto do Ameriky, kde se chvíli živil jako pedlar.
V románu Syn lovce medvědů (1887) se Frank spřátelí s krajanem Tlustým Jemmym. Jemmy sice Franka neustále opravuje, protože Frank, který svého vzdělání nabyl při hře v karty s učitelem, si neustále plete významy cizích slov, ale jejich přátelství to nakonec neohrozí. Dále se Hobble Frank seznámil s Old Shatterhandem a Vinnetouem a společně s nimi pomohl lovci medvědů Baumannovi. Později se zúčastnil boje proti bandě tyčkařů v románu Duch Llana Estacada (1888).
Při boji s tlupou trampů v knize Poklad ve Stříbrném jezeře (1890–1891) se potkal se zálesákem známým pod jménem Tetka Drollová, ze kterého se vyklubal jeho bratranec. U jezera byla objevena zlatá a stříbrná žíla a Frank z těžby získal dostatek finančních prostředků na to, aby se mohl vrátit do vlasti a vybudovat si na Labi vilu „Medvědí sádlo“ (Bärenfett).
Přesto se Frank ještě do Ameriky vrátil a jeho dobrodružství jsou popsána v knihách Petrolejový princ (1893–1894) a Černý mustang (1896–1897), kde vystupuje společně s bratrancem Tetkou Drollovou.
Nakonec se Hobble Frank usadil ve své vile a stal se dopisovatelem časopisu Der Gute Kamerad (Dobrý kamarád) (May skutečně do tohoto časopisu napsal několik příspěvků pod tímto pseudonymem).

### Inču-čuna
Inču-čuna (Dobré slunce), jedna z hlavních postav prvního dílu Mayova románu Vinnetou (1893), byl náčelníkem indiánského kmene Apačů a otec Vinnetoua a Nšo-či. Byl se svou dcerou zavražděn bílým padouchem Santerem při vybírání zlata na hoře Nugget-tsil, kterým chtěla Nšo-či, zamilovaná do Old Shatterhanda, zaplatit své vzdělání. Vinnetou pak po něm zdědil svou slavnou stříbrnou pušku, což je dvouhlavňová ručnice, jejíž pažba je zdobena stříbrem.
Ve filmovém zpracování prvního dílu Vinnetoua (1963) hraje Inču-čunu srbský herec Milivoje Popovič-Mavid. V třídílném televizním filmu Vinnetou (2016) hraje Inču-čunu německý herec srbského původu Gojko Mitić.

### Klekí-petra
Bílý stařešina u kmene Apačů, postava z prvního dílu románu Vinnetou.

### Nšo-či
Nšo-či (Krásný den), jedna z hlavních postav prvního dílu Mayova románu Vinnetou (1893), byla dcera apačského náčelníka Inču-čuny a sestra Vinnetoua. Zamilovala se do Old Shatterhanda a protože se mu chtěla vyrovnat svým vzděláním, rozhodla se kvůli němu jet na východ a učit se zvyky bělochů. Byla se svým otcem zavražděna bílým padouchem Santerem při vybírání zlata, kterým chtěla zaplatit své vzdělání, na hoře Nugget-tsil.
Ve filmovém zpracování prvního dílu Vinnetoua (1963) hraje Nšo-či francouzská herečka Marie Versini. Tuto postavu ještě herečka ztvárnila v dějově zcela vymyšleném filmovém příběhu Vinnetou a jeho přítel Old Firehand (Winnetou und sein Freund Old Firehand, 1966, režie Alfred Vohrer), který se odehrává před příchodem Old Shatterhanda do Ameriky. V třídílném televizním filmu Vinnetou (2016), kde je Nšo-či šamankou a vdá se za Old Shatterhanda, ji hraje mexická herečka Iazua Lariosová.

### Old Death
Postarší scout (zálesák), který je hrdinou první části druhého dílu románu Vinnetou.

### Old Firehand
Slavný lovec a zálesák, který vystupuje v Pokladu na Stříbrném jezeře a ve druhém díle románu Vinnetou.

### Old Shatterhand
Ústřední postava a autorovo alter ego jeho románů z amerického Západu.

### Old Surehand
Old Surehand je titulní postavou Mayova stejnojmenného románu z let 1894–1896. Je to slavný lovec a zálesák, jehož válečné jméno znamená v překladu „Jistá ruka“. Toto jméno dostal díky svému mistrovství ve střelbě a počáteční „Old“ je přidáno, protože to May považoval za typicky americké a navíc symbolizující, že hrdina je zkušený, protřelý, či zasloužilý. Je to míšenec, měl bílého otce a indiánskou matku. Jeho bratrem je komančský náčelník Apanačka. Vystupuje ještě ve čtvrtém díle Vinnetoua (1909–1910), kde chce společně se svým bratrem a se svými a jeho syny postavit Vinnetouovi na Mount Vinnetou sochu.
Ve filmových mayovkách ze šedesátých let 20. století hraje jeho postavu anglický herec Stewart Granger. Filmová dobrodružství Old Surehanda ale nemají téměř nic společného s jeho dobrodružstvími knižními. Ve filmech Mezi supy (1964, režie Alfred Vohrer) a Petrolejový princ (1965, režie Harald Philipp) nahradil postavu Old Shatterhanda a film Old Surehand (1965, režie Alfred Vohrer) nemá se svou knižní předlohou taky mnoho společného. Film byl uveden jako první díl, další díly však již nebyly nikdy natočeny.

### Old Wabble
Old Wabble je jedna z významných postav Mayova románu Old Surehand z let 1894–1896. Jde o devadesátiletého zálesáka nazývaného podle jeho vrávoravé chůze Old Wabble (něco jako Starý vrávora). Jeho další přezdívkou je Král kovbojů, pro jeho jezdecké umění a další dovednosti, které neztratil ani ve svém vysokém věku.  Old Wabble nejprve vystupuje jako Old Shatterhandův přítel. Když se však později ukáže jeho nezodpovědnost, se kterou přivádí své přátele do nebezpečí, chce se s ním Old Shatterhand rozejít. To Old Wabble, který se navíc projeví jako cynický bezvěrec, velice těžce nese, spojí se s různými padouchy, stane se Old Shatterhandovým nepřítelem a dokonce se pokusí Old Shatterhanda zastřelit. Na konci románu je zavražděn Utahy vložením do rozetnutého kmene statného stromu, Old Shatterhand jej vysvobodí a Old Wabble se konečně před smrtí smíří s Bohem.  
Ve filmových mayovkách Mezi supy (1964, režie Alfred Vohrer), Petrolejový princ (1965, režie Harald Philipp) a Old Surehand (1965, režie Alfred Vohrer), které nemají s osudy literární postavy Old Wabbla zhola nic společného, hraje jeho postavu chorvatský herec Paddy Fox (vlastním jménem Milan Srdoc).

### Pida
Pida je jedna z postav Mayova románu Vinnetou (1893). Přestože byl synem jednoho z úhlavních nepřátel Old Shatterhanda, náčelníka Kiowů Tanguy, stal se Old Shatterhandovým přítelem. Ve čtvrtém dílu Vinnetoua (1909–1910) mu Old Shatterhand na Mount Vinnetou zachrání život, což má za následek uzavření míru s jeho otcem.

### Rattler
Rattler je jedna ze záporných postav prvního dílu Mayova románu Vinnetou (1893). Byl to opilec, který ve vzteku zavraždil bílého otce Apačů Klekí-petru. Za to měl být popraven u mučednického kůlu, projevil však takovou zbabělost, že byl potupně zastřelen apačskými chlapci.
Ve filmovém zpracování prvního dílu Vinnetoua (1963) Rattler nevystupuje a Klekí-petru zavraždí Santer. Ve třídílném televizním filmu Vinnetou (2016) hraje Rattlera německý herec Jürgen Vogel.

### Ribanna
Ribanna je postava z druhého dílu románu Karla Maye Vinnetou (1893). O jejích osudech se však dozvídáme jen z vyprávění, protože v době děje knihy již není naživu. Šlo o indiánskou dívku z kmene Assiniboinů, do které se zároveň zamiloval Vinnetou i jeho bílý přítel Old Firehand. Ribanna dala Old Firehandovi před Vinnetouem přednost, stala se jeho ženou a měla s ním syna. Později byla zavražděna bílým padoušským náčelníkem indiánského kmene Ponců Parranohem, což Vinnetoua i Old Firehanda spojilo ke společné pomstě (pomsta na Parranohovi je však dokonána až s pomocí Old Shatterhanda).
Ve filmovém zpracování druhého dílu Vinnetoua Vinnetou – Rudý gentleman (1964) nechal režisér Harald Reinl Ribannu ožít a její roli svěřil německé herečce Karin Dorové. Ribanna ve filmu Vinnetoua miluje, ale jejich láska nemůže být naplněna. Ribanna si totiž musí vzít za muže bílého poručíka Merrila, neboť jejich svazek je považován za symbol přátelství mezi bělochy a indiány.

### Sans-ear
Sans-ear [sán-ír] („bez uší“) je starý zálesák, se kterým se Old Shatterhand seznámí na začátku třetího dílu Mayova románu Vinnetou. Jeho přezdívka plyne z toho, že mu kdysi indiáni uřízli ušní boltce. Celý život jde po stopě vrahů své rodiny, přičemž každý dopadený vrah znamená jeden zářez na pažbě jeho pušky. Zbývají poslední dva, a ty mu Old Shatterhand společně s Vinnetouem pomohou dopadnout.
Novelu Smrtící prach (Tödlicher Staub), která vypráví Sans-earovy osudy, napsal Karel May již roku 1880 a později ji zařadil do prvního vydání svého románu Vinnetou z roku 1893 (smrtícím prachem je pochopitelně myšleno zlato).

### Santer
Santer je hlavní padouch románového cyklu Karla Maye Vinnetou (1893). Je zcela bezcitný, cynický a v honbě za zlatem se nezastaví před ničím. Pro zlatý poklad také zavraždí Vinnetouova otce Inču-čunu a jeho dceru, Vinnetouovu sestru Nšo-či.
V knize se Santer objevuje vždy na konci jednotlivých dílů v kapitolách, které nemají s předcházejícím dějem kromě postav vlastně nic společného. Za jeho zločiny se jej podaří potrestat až Old Shatterhandovi na konci třetího dílu (po Vinnetouově smrti), když však Santer předtím ještě stačí zničit Vinnetouovu závěť.
Ve filmovém zpracování prvního dílu Vinnetoua (1963) hraje Santera švýcarský herec Mario Adorf. Santer se ve filmu stane i vrahem bílého otce Apačů Klekí-petry a na konci prvního dílu je zabit. V třídílném televizním filmu Vinnetou (2016), který však nemá se Santerovými knižními osudy společného vůbec nic, ho ztvárnil německý herec Michael Maertens, přičemž Mario Adorf hrál jeho otce.

### Stone, Dick a Parker, Will
Zálesáci Dick Stone a Will Parker tvoří se Samem Hawkensem nerozlučnou trojici z prvního dílu románu Karla Maye Vinnetou (1893), kde všichni tři společně byli prvními učiteli budoucího Old Shatterhanda na americkém Divokém západě. Vystupují ještě ve druhém dílu knihy, v části Old Firehand. V některých vydáních tohoto dílu (např. z brněnského nakladatelství Návrat z let 1997–1999) je uvedeno, že při boji s Parranohem oba zahynuli, což odpovídá německému originálu prvního vydání. Dále vystupují i v knize Petrolejový princ (1893–1894).
Ve filmu Vinnetou (1963) je hrají chorvatští herci Demeter Bitenc a Husein Čokić. Ve filmu Old Shatterhand, kde však Dick a Will nemají s knihou nic společného, je hrají chorvatští herci Mirko Boman a Vojkan Pavlović.

### Tangua
Tangua je jedna z postav Mayova románu Vinnetou (1893). Jde o náčelníka Kiowů a zapřisáhlého nepřítele kmene Apačů. Když mu Old Shatterhand ve vzájemném souboji prostřelí obě kolena, takže jako chromý nemůže již nikdy jezdit na koni, přísahá mu strašnou pomstu. O tu se snaží i ve čtvrtém díle Vinnetoua (1909–1910), když chce společně s Komanči, Utahy a Siouxy přepadnout shromáždění u Mount Vinnetou (hora Hancock, místo Vinnetouovy smrti), kde chtějí synové zálesáka Old Surehanda a jeho bratra Apanačky postavit Vinnetouovu sochu. Ta se při přepadení zřítí a uvězní některé indiány (např. Tanguova syna Pidu) v hoře. Old Shatterhand jim pomůže a s Tanguou se smíří.
Ve filmovém zpracování prvního dílu Vinnetoua (1963) hraje Tanguu jugoslávský herec Tomoslav Erak. V třídílném televizním filmu Vinnetou (2016) ho hraje srbský herec Predrag Bjelac. V minisérii však Tangua s knižním Tanguou nemá mnoho společného.

### Tetka Drollová
Zálesák Tetka Drollová, vlastním jménem Sebastian Melichar Pampel, dostal svou přezdívku kvůli svému fistulovitému hlasu, dobrosrdečnosti a veselé povaze. Droll vystupuje v několika příbězích Karla Maye. Prvním z nich je Poklad ve Stříbrném jezeře (1890–1891), kde se potkal se svým bratrancem Hobble Frankem, kterého od dětství neviděl. Dále vystupuje v knihách Petrolejový princ (1893–1894) a Černý mustang (1896–1897) a poslední zmínka je o něm ve čtvrtém dílu románu Vinnetou (1909–1910), kde je uvedeno, že zemřel kulkou vraha, kterého stíhal, brzy po událostech popsaných v knize Petrolejový princ.

### Vinnetou
Apačský náčelník, společně se svým přítelem a pokrevním bratrem Old Shatterhandem nejznámější literární postava Karla Maye.

### Vohkadeh
Vohkadeh je ušlechtilý siouxský válečník z knihy Karla Maye Syn lovce medvědů (1887). V románu se společně se svými přáteli (Vinnetou, Old Shatterhand, Hobble Frank, Dlouhý Davy a Tlustý Jemmy) snaží pomoci mladíkovi Martinu Baumannovi zachránit jeho otce, lovce medvědů Baumanna, ze zajetí Ogallallů, kteří jej chtějí umučit na hrobě svých mrtvých náčelníků.
Ve filmovém příběhu Mezi supy (Unter Geiern, 1964, režie Alfred Vohrer), který si z knih Karla Maye bere jen motivy, hraje Vohkadeha srbský herec Gojko Mitić.

## Postavy z Orientu

### Bothwell, Emery
Sir Emery Bothwell je postava z povídky Gum a z románů Satan a Jidáš a Vinnetou. V Orientu je nazýván Behlúván bej a Škrtič loupežníků. Je hrdý, šlechetný, duchapřítomný, výtečný zápasník a šermíř, spolehlivý střelec a nepostradatelný přítel v nouzi. Kara ben Nemsí se s ním poprvé setká jako Old Shatterhand na Divokém západě. Významnou roli hraje v románě Satan a Jidáš, kde se v Káhiře náhodně setká s Old Shatterhandem a Vinnetouem při jejich pátrání po Thomasu Meltonovi. Připojí se k nim a pronásleduje zločince až do Ameriky. Když při cestě domů z Afriky Vinnetou onemocní, stará se o něho s Old Shatterhandem v Southamptonu v Anglii několik týdnů.

### Červenomodrý Metuzalém
Červenomodrý Metuzalém se postava z Mayova románu Červenomodrý Metuzalém (1888–1889), odehrávající se v Číně. Román, který je považován za jediné autorovo humoristické dílo, vypráví příběh věčného studenta, jenž za své jméno vděčí pivu, po kterém se mu nos zbarvil do fialova.

### Marah Durimeh
Kurdská princezna a vládkyně v Sitaře.

### Hadží Halef Omar
Arabský společník Kary ben Nemsího.

### Kara ben Nemsí
Ústřední postava a autorovo alter ego jeho románů z Orientu.

### Krüger bej
Jde o skutečnou historickou postavu. Johann Gottlieb Krüger (1809–?) zvaný Krüger bej byl plukovníkem tělesné stráže tuniského vladaře Mohameda es Sadoka. Je to výtečný voják a spravedlivý úředník, který je také titulován Pán zástupů. Vystupuje v románech Satan a Jidáš, Německá srdce, němečtí hrdinové a v povídce Krumir.

### Lindsay, David
Sir David Lindsay je postava z románů Karla Maye, odehrávajících se v Orientu. Jde o svérázného, ale statečného anglického lorda a cestovatele, přítele Kary ben Nemsího z románových cyklů Ve stínu padišáha (Kara ben Nemsí se s Lindsayem seznámí v Maskatu v prvním dílu cyklu, v románu Pouští) a V říši stříbrného lva. Také vystupuje v upravené verzi románu Německá srdce, němečtí hrdinové.
Ve filmech Karavana otroků (1958) a Babylonský lev (1959) hrál jeho postavu německý herec Theo Lingen.  Ve filmových mayovkách ze šedesátých let (Žut, Divokým Kurdistánem a V říši stříbrného lva) hraje sira Davida Lindsaye německý herec Dieter Borsche.

### Turnestick, Frick
Frick Turnestick je německo-americký námořní kapitán a přítel Kara ben Nemsího. Patří k významným postavám románu Červenomodrý Metuzalém, vystupuje v obou dílech románu Dobyvatelé Gran Chaca (Na Rio de la Plata a V Kordillerách) a v povídkách Ehri, Kiang-lu, Brodnik a Kristus nebo Mohamed. Považuje se za jazykového génia a čínsky mluví tak, že ke všem anglickým slovům připojuje koncovky -ang, -eng, -ing, -ong a -ung. 
V původním vydání Červenomodrého Metuzaléma se kapitán jmenoval Heimdall Turnerstick, ale v úpravě románu od nakladatelství Karl-May-Verlag byla jeho postava změněna na Fricka.

## Ostatní postavy

### Otec Jaguár
Otec Jaguár je ústřední postavou románu Karla Maye Odkaz Inky (1891–1892, česky jako Odkaz posledního Inky nebo též jako Poklad Inků), který se odehrává v Argentině. Jde již o staršího bělovlasého muže, který je však na vrcholu svých fyzických i duševních sil a připomíná tak Old Shatterhanda ze čtvrtého dílu Vinnetoua. Ve filmovém zpracování románu z roku 1965 od rakouského režiséra Georga Marischky jde však o muže středních let, kterého hraje americký herec Guy Madison.

### Steinbach, Oskar
Oskar Steinbach je ústřední postavou kolportážního románu Karla Maye Německá srdce, němečtí hrdinové (1885–1888, česky jako Třemi díly světa). V některých upravených českých vydáních (např. z let 1935–1936 v nakladatelství Toužimský a Moravec) byla jeho postava nahrazena Old Shatterhandem.

### Sternau, Karel
Doktor Karel Sternau je hlavní postavou kolportážního románu Karla Maye Lesní Růže aneb Pronásledování kolem světa (1882–1884). Jde o jeden z prvních prototypů Old Shatterhanda, budoucího hrdiny Mayových hlavních děl. Je možné, že i to byl důvod, proč byla ve volném dvoudílném filmovém zpracování románu od německého režisérra Roberta Siodmaka Poklad Aztéků (1965) a Pyramida boha Slunce (1965) jeho role svěřena filmovému představiteli Old Shatterhanda, americkému herci Lexu Barkerovi.

### Surcouf, Robert
Robert Surcouf (1773–1827), postava z novely Karla Maye Pirát (1882), česky jako Černý kapitán, je skutečnou historickou osobností. Jde o slavného francouzského korzára, pocházejícího z Bretaně, který se během své kariéry zmocnil čtyřiceti sedmi lodí a byl proslulý svou galantností a rytířstvím. Za to byl nazýván Král korzárů. V letech 1796–1809 hojně přepadal anglické lodě v Indickém a Atlantském oceánu. V roce 1814 se stal baronem a dones je považován za francouzského národního hrdinu. Podle Surcoufových příběhů natočil roku 1966 režisér Roy Rowland francouzský dobrodružný film Tygr sedmi moří, ve kterém korzára hrál francouzský herec Gérard Barray.